# Tiszakürt, Jász-Nagykun-Szolnok
Tiszakürt  este un sat în districtul Kunszentmárton, județul Jász-Nagykun-Szolnok, Ungaria, având o populație de 1.548 de locuitori (2011). 

## Demografie
Componența etnică a satului Tiszakürt
     Maghiari (97,53%)
     Romi (1,48%)
     Necunoscut (0,33%)
     Germani (0,66%)
     Alții (0,33%)
Componența confesională a satului Tiszakürt
     Romano-catolici (26,36%)
     Fără religie (21,45%)
     Reformați (18,41%)
     Necunoscută (32,56%)
     Alte religii (1,49%)
Conform recensământului din 2011, satul Tiszakürt avea 1.548 de locuitori. Din punct de vedere etnic, majoritatea locuitorilor (97,53%) erau maghiari, cu o minoritate de romi (1,48%). Apartenența etnică nu este cunoscută în cazul a 0,33% din locuitori. Nu există o religie majoritară, locuitorii fiind romano-catolici (26,36%), persoane fără religie (21,45%) și reformați (18,41%). Pentru 32,56% din locuitori nu este cunoscută apartenența confesională.